# Mériel
Mériel é uma comuna francesa na região administrativa da Ilha de França, no departamento do Vale do Oise. Estende-se por uma área de 5.31 km². Em 2010 a comuna tinha 5 176 habitantes (densidade: 974,8 hab./km²).